# Championnat d'Écosse de football 1955-1956
Navigation
Saison précédente Saison suivante
La 59e édition du championnat d'Écosse de football est remportée par le Rangers Football Club. C’est le 29e titre de champion du club de Glasgow. Les Rangers l’emportent avec 6 points d’avance sur le tenant du titre Aberdeen FC. Le Heart of Midlothian complète le podium.
Le championnat change de format : il passe de 16 à 18 équipes. Airdrieonians et Dunfermline Athletic sont venues compléter le plateau déjà présent la saison précédente.
Le système de promotion/relégation reste en place: descente et montée automatique, sans matchs de barrage pour les deux derniers de première division et les deux premiers de deuxième division. Stirling Albion FC et Clyde FC descendent en deuxième division. Ils sont remplacés pour la saison 1956/57 par Ayr United et Queen's Park FC.
Avec 28 buts marqués en 30 matchs,  Jimmy Wardhaugh de Heart of Midlothian remporte pour la deuxième fois le classement des meilleurs buteurs du championnat.

## Les clubs de l'édition 1955-1956
| \| Aberdeen FC Glasgow · Celtic - Rangers - Partick Thistle Dundee FC Édimbourg · Heart - Hibernian Clyde FC Motherwell FC Kilmarnock FC Saint Mirren Queen of the South Airdrieonians Fife :Dunfermline-East Fife-Raith Rovers-Stirling \| Localisation des clubs engagés dans le championnat. |
| Aberdeen FC Glasgow · Celtic - Rangers - Partick Thistle Dundee FC Édimbourg · Heart - Hibernian Clyde FC Motherwell FC Kilmarnock FC Saint Mirren Queen of the South Airdrieonians Fife :Dunfermline-East Fife-Raith Rovers-Stirling                                                           |

| Club                               | Ville       |
| ---------------------------------- | ----------- |
| Aberdeen Football Club             | Aberdeen    |
| Airdrieonians Football Club        | Airdrie     |
| Celtic Football Club               | Glasgow     |
| Clyde Football Club                | Glasgow     |
| Dundee Football Club               | Dundee      |
| Dunfermline Athletic Football Club | Dunfermline |
| East Fife Football Club            | Methil      |
| Heart of Midlothian Football Club  | Édimbourg   |
| Hibernian Football Club            | Leith       |
| Falkirk Football Club              | Falkirk     |
| Kilmarnock Football Club           | Kilmarnock  |
| Motherwell Football Club           | Motherwell  |
| Partick Thistle Football Club      | Glasgow     |
| Queen of the South Football Club   | Dumfries    |
| Raith Rovers Football Club         | Kirkcaldy   |
| Rangers Football Club              | Glasgow     |
| Saint Mirren Football Club         | Paisley     |
| Stirling Albion Football Club      | Stirling    |

## Compétition

### Classement
Le classement est établi sur le barème de points classique (victoire à 2 points, match nul à 1, défaite à 0).
| Rang | Équipe                 | Pts | J  | G  | N  | P  | Bp | Bc | Diff |
| ---- | ---------------------- | --- | -- | -- | -- | -- | -- | -- | ---- |
| 1    | Rangers FC             | 52  | 34 | 22 | 8  | 4  | 85 | 27 | +58  |
| 2    | Aberdeen FC T          | 46  | 34 | 18 | 10 | 6  | 87 | 50 | +37  |
| 3    | Heart of Midlothian C  | 45  | 34 | 19 | 7  | 8  | 99 | 47 | +52  |
| 4    | Hibernian FC           | 45  | 34 | 19 | 7  | 8  | 86 | 50 | +36  |
| 5    | Celtic FC              | 41  | 34 | 16 | 9  | 9  | 55 | 39 | +16  |
| 6    | Queen of the South     | 37  | 34 | 16 | 5  | 13 | 69 | 73 | -4   |
| 7    | Airdrieonians P        | 36  | 34 | 14 | 8  | 12 | 85 | 96 | -11  |
| 8    | Kilmarnock FC          | 34  | 34 | 12 | 10 | 12 | 52 | 45 | +7   |
| 9    | Partick Thistle FC     | 33  | 34 | 13 | 7  | 14 | 62 | 60 | +2   |
| 10   | Motherwell FC          | 33  | 34 | 11 | 11 | 12 | 53 | 59 | -6   |
| 11   | Raith Rovers           | 33  | 34 | 12 | 9  | 13 | 58 | 75 | -17  |
| 12   | East Fife              | 31  | 34 | 13 | 5  | 16 | 61 | 69 | -8   |
| 13   | Dundee FC              | 30  | 34 | 12 | 6  | 16 | 56 | 65 | -9   |
| 14   | Falkirk FC             | 28  | 34 | 11 | 6  | 17 | 58 | 75 | -17  |
| 15   | Saint Mirren           | 27  | 34 | 10 | 7  | 17 | 57 | 70 | -13  |
| 16   | Dunfermline Athletic P | 26  | 34 | 10 | 6  | 18 | 42 | 82 | -40  |
| 17   | Clyde FC               | 22  | 34 | 8  | 6  | 20 | 50 | 74 | -24  |
| 18   | Stirling Albion FC     | 13  | 34 | 4  | 5  | 25 | 23 | 82 | -59  |

| Légende : Qualifications et relégations | Légende : Qualifications et relégations                           |
| --------------------------------------- | ----------------------------------------------------------------- |
|                                         | Champion d'Écosse                                                 |
|                                         | Relégation en deuxième division                                   |
|                                         | T : Tenant du titre C : Vainqueur de la Coupe d'Écosse P : Promus |

## Bilan de la saison
| Tableau d'Honneur                |                     |
| Compétition                      | Vainqueur           |
| Championnat d'Écosse de football | Rangers FC          |
| Coupe d'Écosse de football       | Heart of Midlothian |

| Promotions et relégations |                                        |
| Promus                    | Queen's Park FC Ayr United             |
| Relégués                  | Clyde FC Stirling Albion Football Club |

## Statistiques

### Meilleur buteur
1. Jimmy Wardhaugh,  Heart of Midlothian, 28 buts